# Плоска костенурка
Полските костенурки (Malacochersus tornieri), наричани също еластични костенурки, плоскопанцерни костенурки или африкански палачинкови костенурки, са вид влечуги от семейство Сухоземни костенурки (Testudinidae), единствен представител на род Malacochersus.
Разпространени са в скалисти местности в полупустини и савани в Източна Африка. Достигат до 18 сантиметра дължина на черупката, която е необичайно тънка, плоска и гъвкава. Хранят се главно с трева. Видът е критично застрашен от изчезване.